# 氷見市立北部中学校
氷見市立北部中学校（ひみしりつ ほくぶちゅうがっこう）は、富山県氷見市にある市立中学校。

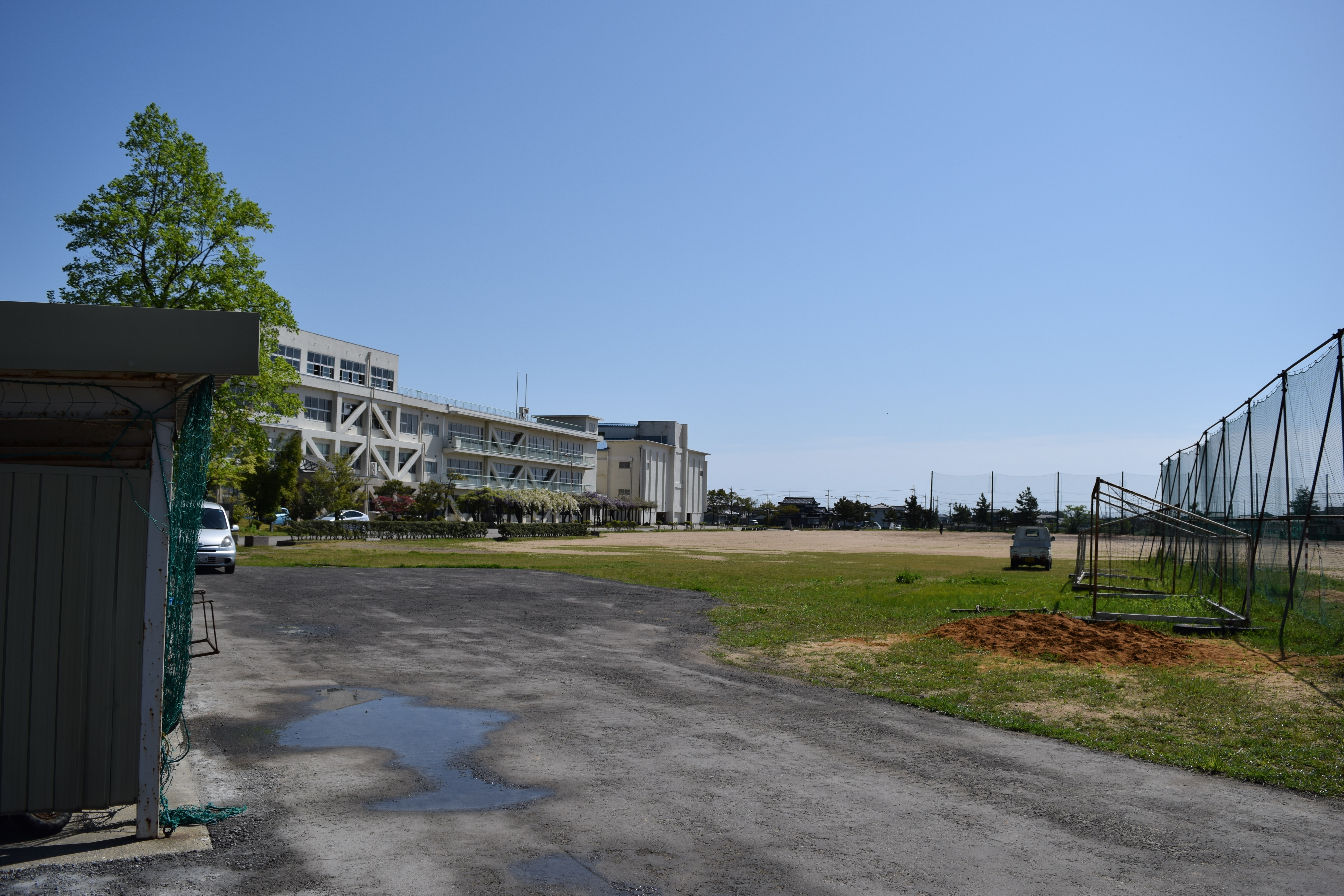
校舎、グぉラウンド

## 沿革
- 1974年 - 4月1日、旧北部中学校、上庄中学校、余川中学校、阿尾中学校の4校が統合し、現在の北部中学校が発足[2]、育友会発足、校舎、体育館、寄宿舎、（北友寮）竣工。
- 1975年 - 校歌制定、プール竣工。同年全国中学校バドミントン大会女子出場（4位）。
- 1976年 - 校旗樹立。
- 1977年 - 文部省指定LL研究発表大会の開催。
- 1978年 - 校門完成。
- 1981年 - 文部省指定生徒指導研究推進校の指定（2年間）。
- 1982年 - 同窓会設立。
- 1983年 - 第二自転車置場竣工
- 1986年 - 科学クラブ第29回日本学生科学賞（入選1等）。第三自転車置場竣工。
- 1987年 - 科学クラブ第30回日本学生科学賞科学技術長官賞。
- 1988年 - 科学クラブ第31回日本学生科学賞（学校賞1位）。
- 1989年 - 藤棚記念碑建立。
- 1990年 - 科学クラブ第33回日本学生科学賞（入選1等）。
- 1991年 - 科学クラブ第34回日本学生科学賞文部大臣奨励賞。文部省道徳教育推進校の指定（2年間）。全国中学校ハンドボール大会男子出場。
- 1994年 - 体育館改修工事完了。創立20周年記念式典挙行。
- 1995年 - 野球部北信越大会優勝、全国大会出場。
- 1997年 - 文部省インターネット利用実践研究地域推進協力校の指定（2年間）。全国中学校ハンドボール大会男子出場（ベスト8）。
- 1998年 - 全国中学校ハンドボール大会男子出場。
- 1999年 - 全国中学校ハンドボール大会男子出場（ベスト8）。全国中学校ソフトテニス大会男子出場（ベスト8）。
- 2000年 - 氷見市立八代中学校と統合。文部省体育スポーツ推進校の指定（2年間）。全国中学校ハンドボール大会男子出場（ベスト8）。
- 2001年 - 全国中学校ハンドボール大会男子出場（優勝）。野球部北信越大会優勝、全国大会出場。科学部第45回日本学生科学賞文部科学大臣奨励賞。第１３回都道府県対抗全日本中学生ソフトテニス大会個人優勝。
- 2002年 - 男子ハンドボール部安部賞受賞。全国中学校ソフトテニス大会男子出場（3位）。全国中学校ハンドボール大会男子出場。野球部中部日本地区選抜中学校軟式野球大会出場（優勝）。
- 2003年 - 科学部第47回日本学生科学賞日本科学未来館賞。全国中学校ハンドボール大会男子出場。
- 2004年 - 創立30周年記念式典挙行。校歌碑体育館前校門建立。科学部安部賞受賞。全国中学校ハンドボール大会男子出場。
- 2005年 - 藤棚改修工事。文部科学省指定「理数大好きモデル地域事業」研究推進校の指定（3年間）。科学部第49回日本科学賞（入選2等）。全国中学校ハンドボール大会男子出場。全国中学校ソフトテニス大会女子出場。第１回春の全国中学生ハンドボール選手権大会男子出場（ベスト8）。
- 2006年 - 全国中学校ハンドボール大会男子10年連続出場（準優勝）。第2回春の全国中学生ハンドボール選手権大会男子出場。
- 2007年 - 『理数大好きモデル地域事業』研究発表会。第3回春の全国中学生ハンドボール選手権大会女子出場（3位）。
- 2008年 - 第9回全国選抜卓球大会男女出場。第4回春の全国中学生ハンドボール選手権大会男女出場（女子準優勝）。
- 2009年 - 体育館、金工室、木工室の耐震補強工事完了。全国中学校ハンドボール大会女子出場（3位）。第10回全国選抜卓球大会女子出場。第5回春の全国中学生ハンドボール選手権大会男子出場。第1回全日本少年春季軟式野球大会出場。
- 2010年 - B・C棟（普通教室棟）の耐震補強工事完了。第6回春の全国中学生ハンドボール選手権大会男子出場（東日本大震災のため中止）。全国ジュニア選抜ソフトテニス大会男子出場。
- 2011年 - A棟（特別教室棟）の耐震補強工事完了。第2回全日本少年春季軟式野球大会出場（東日本大震災のため延期、9月に実施）。第7回春の全国中学生ハンドボール選手権大会男子出場。第13回全国選抜卓球大会男子出場。第3回全日本少年春季軟式野球大会出場（3年連続出場）。
- 2012年 - 第8回春の全国中学生ハンドボール選手権大会男子出場。第14回全国選抜卓球大会男子出場。
- 2013年 - 武道場竣工。第44回全国中学校卓球大会男子出場。第9回春の全国中学生ハンドボール選手権大会男女出場。
- 2014年 - 体育館天井耐震工事完了。第43回全国中学校ハンドボール大会男子出場。第6回全日本少年春季軟式野球大会出場。第10回春の全国中学生ハンドボール選手権大会男子出場（準優勝）。
- 2015年 - 第37回全国中学校軟式野球大会3位（北信越大会優勝）。第11回春の全国中学生ハンドボール選手権大会男女出場。第17回全国選抜卓球大会男子出場。『元気とやまスポーツ大賞』受賞。
- 2016年 - 第45回全国中学校ハンドボール大会男子出場（優勝）。第12回春の全国中学生ハンドボール選手権大会男女出場（男子3位　女子2位）。第47回全国中学卓球大会男子出場。全国大会出場記念碑建立。
- 2017年 - 灘浦中学校との統合。第47回全国中学校バレーボール大会女子出場。第46回全国中学校ハンドボール大会男女出場。第13回春の全国中学生ハンドボール選手権大会男子出場。第9回全日本少年春季軟式野球大会出場（3年連続出場）。
- 2018年 - 全日本少年軟式野球大会出場。第47回全国中学校ハンドボール大会男子出場。第14回初の全国中学生ハンドボール選手権大会男女出場（男子3位）
- 2019年 - 第48回全国中学校ハンドボール大会男子出場（3位）。全国中学生都道府県対抗野球大会in伊豆出場（3位）。全国都道府県中学生相撲選手権大会個人軽量級（1位）。

## 教育方針
学校教育目標
互いを尊重し合い、生き生きと活動する生徒を育てる。
- 思いやりの心を育てる。
- 確かな学力をつける。
- ねばり強くやり抜く心と体を育てる。

目指す生徒像
～ 夢 そして努力 ～
- 認め合い､励まし合う生徒
- 挑戦する生徒
- ねばり強くやり抜く生徒

目指す学校像
- 安心･安全で楽しい学校
- 美しい学校
- 保護者、地域と連携･協力する学校

## 通学区域
氷見市立比美乃江小学校、氷見市立上庄小学校、氷見市立海峰小学校、氷見市立灘浦小学校の通学区域

## 周辺
- 国道160号
- 能越自動車道 氷見北インターチェンジ

## 著名な出身者
- 海乃美月 - 元宝塚歌劇団月組トップ娘役